# Symfonie nr. 50 (Hovhaness)
Alan Hovhaness voltooide zijn Symfonie nr. 50 opus 360 "Mount St. Helens" op 24 januari 1982.

## Geschiedenis
Hovhaness, deels van Armeense afkomst heeft altijd een liefde gekoesterd voor bergen. In diverse van zijn werken wordt verwezen naar daadwerkelijke bergen zoals Ararat, maar soms dienden bergen, zoals Mount Rainier als inspiratiebron voor composities. Hij zag bergen (vulkanen) als verbinding tussen het Aardse en Spirituele.
Voor inspiratie voor deze symfonie hoefde Hovhaness niet ver weg. Hij leefde gedurende lange tijd in Seattle en keek dus regelmatig tegen deze circa 2550 meter hoge vulkaan aan/op. De symfonie geeft het verhaal weer van de situatie voor de desastreuze uitbarsting van 18 mei 1980, gedurende de uitbarsting en daarna. Hovhaness had moeite om de symfonie te voltooien. Hij beweerde zelf dat hij minstens twee hele symfonieën heeft gecomponeerd om er uiteindelijk met één tevoorschijn te komen. Het in 2001 opgeheven San José Symphony gaf onder leiding van George Cleve de eerste uitvoering op 2 maart 1984; plaats van handeling San José (Californië). Voor die première was trouwens nog een ander orkest in de race; zeer waarschijnlijk het Seattle Orchestra; door middel van een toss kreeg San José de première.

### Eerste uitvoering
Op 2 maart 1984 werd het volgende concert gegeven:
- Johann Sebastian Bach : Brandenburgs concert nr. 4 BWV 1049;
- Carl Nielsen : Fluitconcert
- Alan Hovhaness : Symfonie nr. 50

## Muziek
De symfonie kent drie delen, maar heeft een vierdelige opzet; de delen 3 en 4 zijn aan elkaar gesmeed.

### Delen

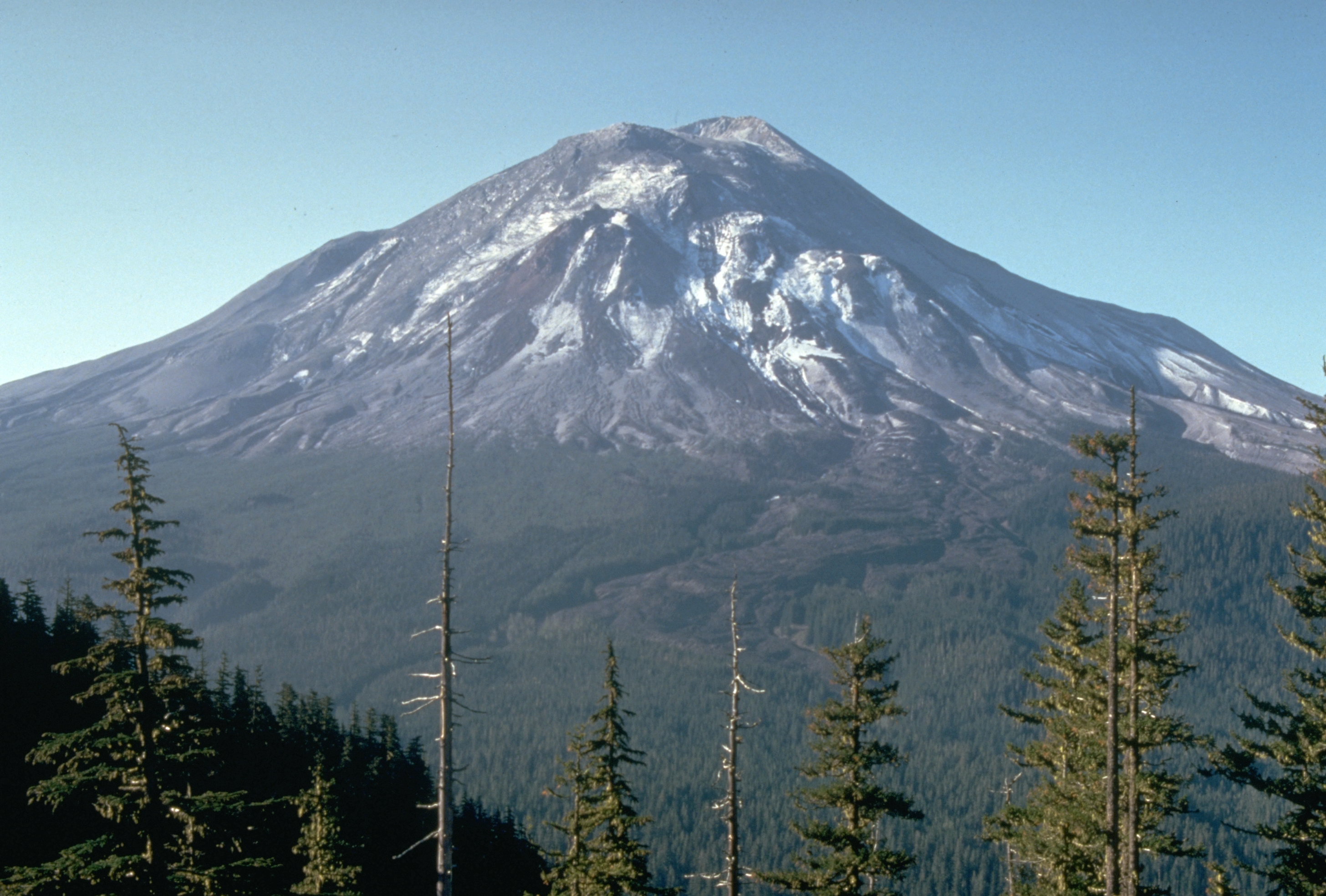
Mount St. Helens voor uitbarsting

1. Andante
2. Spirit Lake (Allegro)
3. Volcano (Adagio, Allegro).

#### Deel 1
Het eerste deel is gewijd aan de fantastische grandeur van de vulkaan voor haar uitbarsting. De berg, die onderdeel uitmaakt van het gebergte Cascade Range, wordt door middel van een prelude en een fuga geëerd. De melodielijnen zijn zelfs voor Hovhaness’ doen lang. De muziek begint op een gemiddelde toonhoogte en wordt door hoorns, trompetten en houtblazers steeds verder verhoogd; het is alsof de berg zich langzaam laat zien.

#### Deel 2

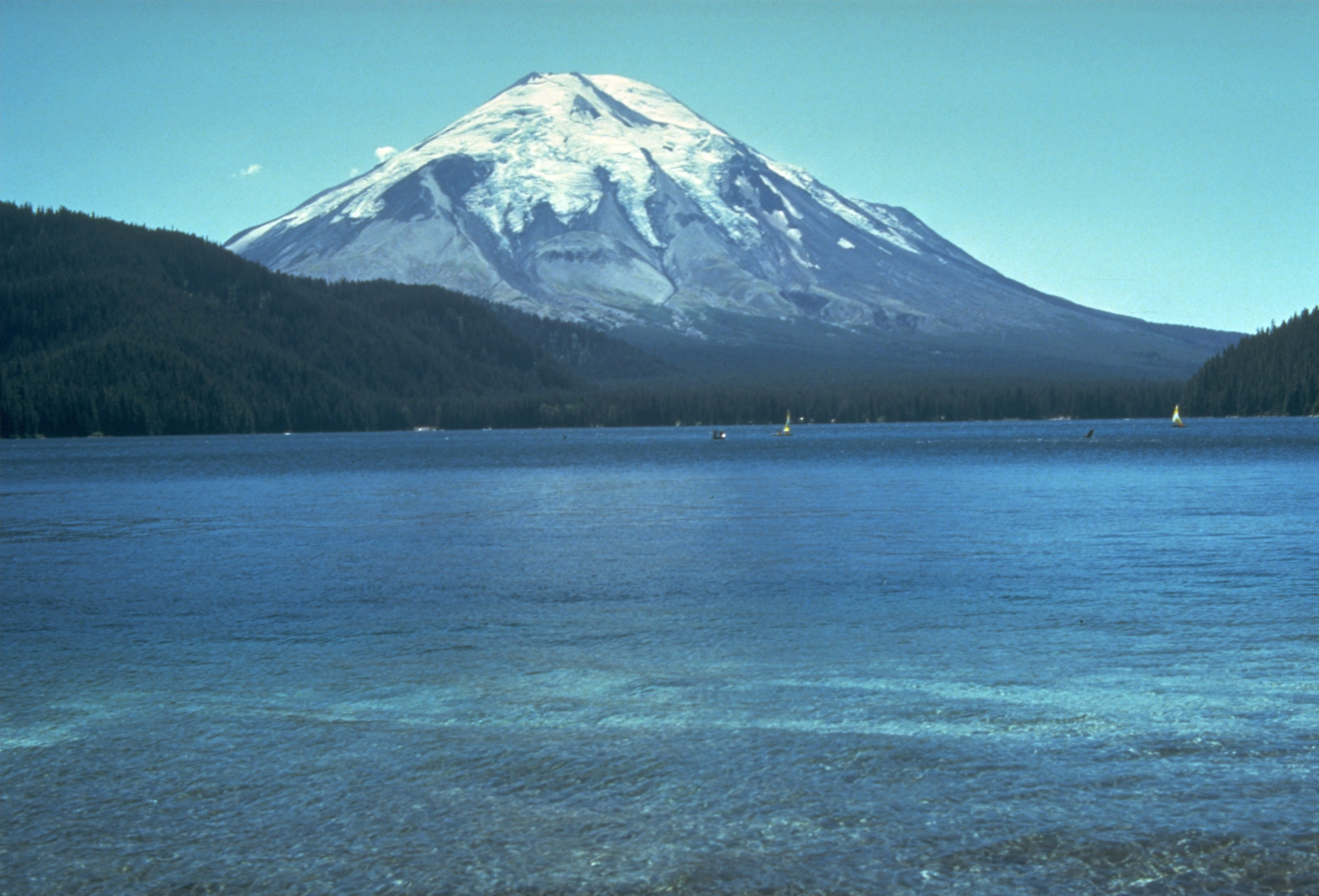
Spirit Lake

Deel twee betreft het meer Spirit Lake, dat nabij de volkaan lag/ligt. Het meer was populair van de schoonheid en rust. De muziek, in een walstempo, laat golfjes en gedrup horen met ook hier lange melodielijnen; hier speelt de althobo een grote rol. Op de achtergrond is dan al gedonder te horen, een teken van wat komen gaat. Na de uitbarstingen van mei 1980 is er weinig van het meer over.

#### Deel 3

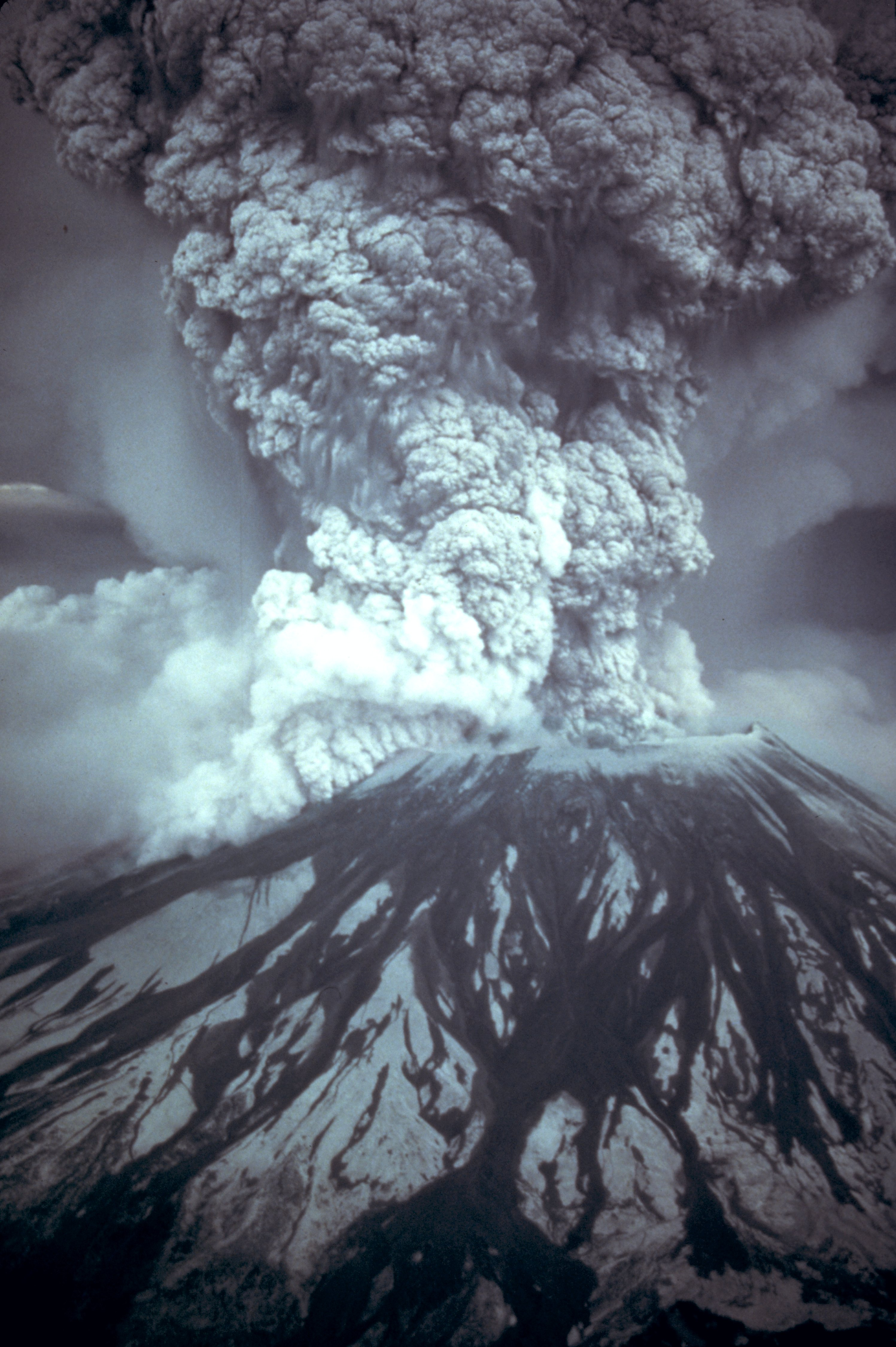
Uitbarsting 18 mei 1980

Deel 3 geeft de aanloop naar en de uitbarsting zelf weer. Het Adagio is een voortzetting van deel 1. Al snel speelt een fluitist solo een stijgende notenlijn neer, die steeds ijler en dreigender wordt; de stilte voor een vulkaanuitbarsting. De fluitist is eigenlijk nog niet klaar of een uitbarsting van percussie, waaronder grote trom en tamtam nemen het over. Een erg onrustige en donkere senza misura-passage in driekwartsmaat neemt de compositie volledig over. De koperblazers proberen het nog, maar er is geen houden meer aan. De uitbarsting is een feit. Er heerst chaos met snel spelende strijkers en glissanderende trombones. De muziek klinkt gewelddadig en dat zal voor Hovhaness een van de problemen zijn geweest tijdens het componeren; de man was de vredelievendheid zelf. In geen enkele compositie zit een zo fortissisimo gespeelde chaos.Een twintigstemmig orkest geeft de uitbarsting weer.

#### (Deel 4)

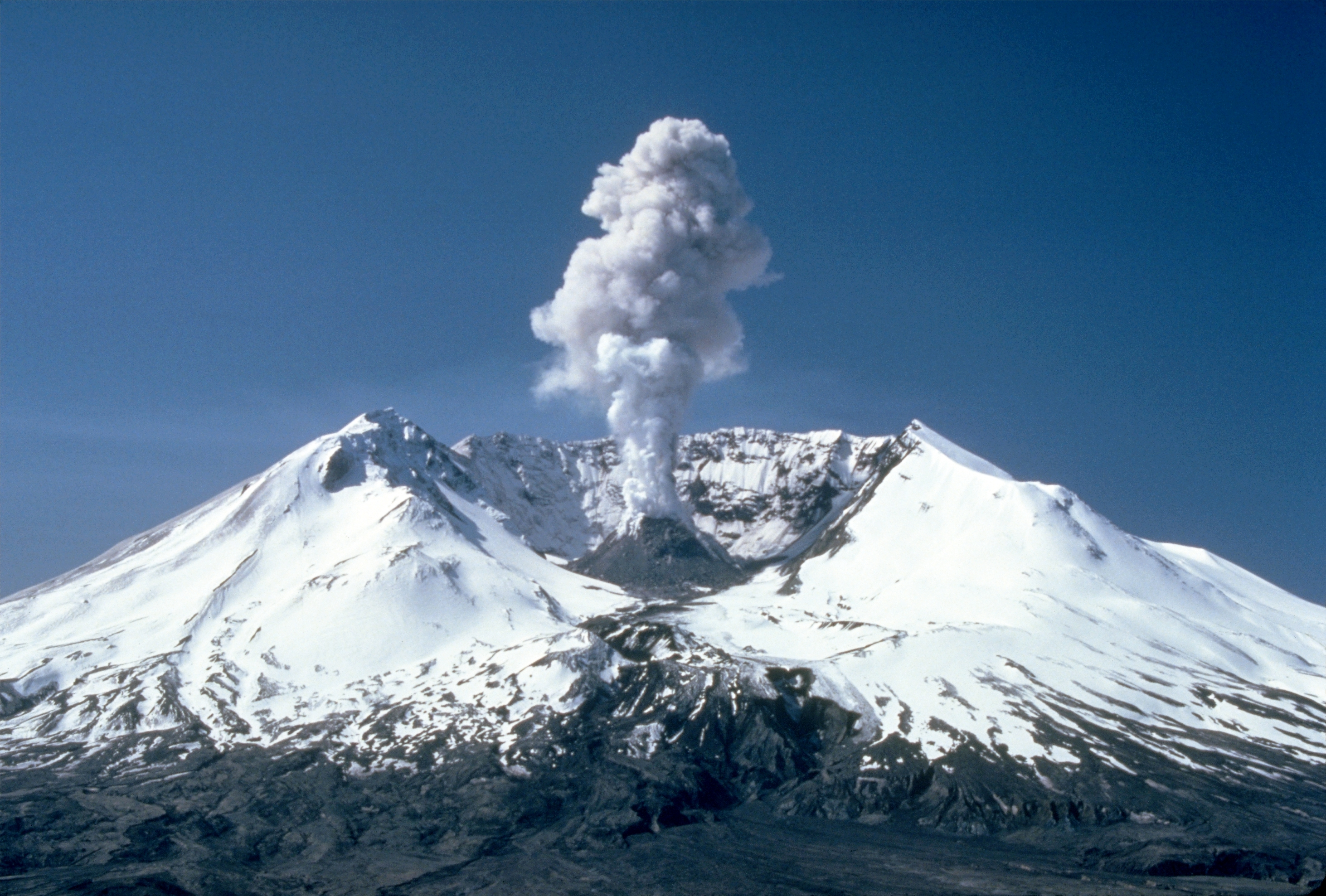
na de uitbarsting

Na de chaos keert de rust terug. De vulkaan staat er, weliswaar flink gehavend, nog steeds fier en krachtig en is behalve zijn top, niets van zijn grandeur kwijt geraakt. Hovhaness haalt de fuga uit deel 1 in tweekwartsmaat terug en laat deze als een hymne klinken, als prijzing van de berg. Het slot is in tegenstelling tot veel andere werken stevig forte tot het eind; andere werken sterven meestal in decrescendo.

## Orkestratie
- 3 dwarsfluiten, 2 hobo’s, 1 althobo, 2 klarinetten, 2 fagotten,
- 4 hoorns, 3 trompetten, 3 trombones, 1 tuba
- 1 stel pauken, 4 man / vrouw percussie, 1 harp;
- violen, altviolen, celli, contrabassen

## Discografie
- Uitgave Delos : Gerard Schwarz gaf leiding aan de Seattle Symphony ; een opname uit 1992.
- Uitgave Telarc: Schwarz gaf leiding aan het Royal Liverpool Philharmonic Orchestra.